# ライオネル・リッチー (アルバム)
『ライオネル・リッチー』（Lionel Richie）は、アメリカ合衆国のR&B歌手ライオネル・リッチーが1982年に発表した、ソロ名義では初のスタジオ・アルバム。

## 背景
リッチーはコモドアーズ在籍時にダイアナ・ロスとのデュエット・シングル「エンドレス・ラブ」を大ヒットさせ、それをきっかけにコモドアーズを脱退してソロ活動に転じた。なお、2003年に発売された本作のリマスターCDには、リッチーが単独で歌った「エンドレス・ラブ」のデモ・ヴァージョンがボーナス・トラックとして追加されている。コモドアーズ時代からリッチーと共同作業を続けてきたジェームス・アンソニー・カーマイケルが、引き続き共同プロデューサーとして参加した。
本作のレコーディングには、当時まだ無名だったリチャード・マークスが起用され、マークスはこの仕事を機にロサンゼルスへ移住した。「装われた悲しみ」には、前年にリッチーと知り合ったテニス選手のジミー・コナーズがバックグラウンド・ボーカルで参加した。また、リッチーは本作に先駆けてケニー・ロジャースのアルバム『Share Your Love』（1981年）をプロデュースしており、その縁でロジャースが本作の「マイ・ラヴ」にゲスト参加している。

## 反響
母国アメリカではBillboard 200で3位、『ビルボード』のR&Bアルバム・チャートで1位を記録し、リリースから2年後の1984年10月にはRIAAによって4×プラチナの認定を受けている。
ニュージーランドでは1982年12月12日付のアルバム・チャートで初登場21位となり、翌年の5月には2週連続で3位を記録して、合計45週トップ50入りする大ヒットとなった。日本初回盤LP (VIL-6011)はオリコンLPチャートで最高8位を記録し、10万枚以上を売り上げた。全英アルバムチャートでは最高9位を記録し、合計86週トップ100入りするロング・ヒットとなった。

## 評価
Stephen Thomas Erlewineはオールミュージックにおいて5点満点中4.5点を付け「"You Are"が終わってからは、このレコードはアダルト・コンテンポラリーの悪い面（心を掴むにはあまりにも不明瞭で引っかかりに欠ける）を持つバラード2曲にはまり込んでしまうが、それでも最初の7曲で形作られた、1980年代初頭としては最良の部類に入る、ポップ・ソウルのレコードのダイナミックな王道は損なわれていない」と評している。一方、ロバート・クリストガウはC+を付け「過大な成功を収めたファンク・グループから脱退するや否や、アンディ・ウィリアムスのようになり始めている」と評している。
音楽評論家のエド・パワーが2015年に『デイリー・テレグラフ』紙で選出した「ライオネル・リッチーのベスト・ソング」では、本作からの「別れのフォルム」が5位、「トゥルーリー（愛と測りあえるほどに）」が16位となった。

## 収録曲
特記なき楽曲はライオネル・リッチー作。
1. 別れのフォルム "Serves You Right" (Lionel Richie, Greg Phillinganes, John McClain) – 5:14
2. 彷徨（さすらい）のストレンジャー "Wandering Stranger" – 5:36
3. 装われた悲しみ "Tell Me" (L. Richie, David Cochrane) – 5:33
4. マイ・ラヴ "My Love" – 4:08
5. ラウンド・アンド・ラウンド "Round and Round" (L. Richie, D. Cochrane) – 4:56
6. トゥルーリー（愛と測りあえるほどに） "Truly" – 3:23
7. ユー・アー "You Are" (L. Richie, Brenda Harvey-Richie) – 5:05
8. 無言歌 "You Mean More to Me" – 3:07
9. 愛を奏でられたら "Just Put Some Love in Your Heart" – 1:24

### 2003年リマスターCDボーナス・トラック
1. "Endless Love (Solo demo)"
2. "You Are (Instrumental)"

## シングル
本作からのシングルのチャート最高位を示す。
| タイトル                             | アメリカ/Hot 100 | アメリカ/R&Bシングル | アメリカ/アダルト・コンテンポラリー | イギリス | ニュージーランド |
| ------------------------------------ | ---------------- | -------------------- | ----------------------------------- | -------- | ---------------- |
| トゥルーリー（愛と測りあえるほどに） | 1位              | 2位                  | 1位                                 | 6位      | 21位             |
| ユー・アー                           | 4位              | 2位                  | 1位                                 | 43位     | 3位              |
| マイ・ラヴ                           | 5位              | 6位                  | 1位                                 | 70位     | -                |

## 参加ミュージシャン
- ライオネル・リッチー - リード・ボーカル、バックグラウンド・ボーカル、ピアノ、フェンダー・ローズ、ボーカル・アレンジ
- ジェームス・アンソニー・カーマイケル - アレンジ、ストリングス・アレンジ、ホーン・アレンジ、チェレステ
- グレッグ・フィリンゲインズ - シンセサイザー、フェンダー・ローズ、アレンジ(#1)
- クラレンス・マクドナルド - フェンダー・ローズ(#2)
- マイケル・ラング - ピアノ(#2, #9)、フェンダー・ローズ(#9)
- デヴィッド・コクラン - シンセサイザー(#3)、ピアノ(#5)、エレクトリック・ギター(#3, #7)、シンセベース(#3, #7)、ベース(#5)、サクソフォーン・ソロ(#5)、バックグラウンド・ボーカル(#3, #5, #7)、アレンジ(#3, #5)
- マイケル・ボディカー - シンセサイザー&ヴォコーダー(#3, #5, #7)
- ウィリアム・ペイン - フェンダー・ローズ(#6)
- ポール・ジャクソン・ジュニア - エレクトリック・ギター(#1, #2, #6)
- フレッド・タケット - アコースティック・ギター(#2)
- ジョー・ウォルシュ - ギター・ソロ(#2)
- リッチー・ズィトー - ギター・ソロ(#3)
- ダレル・ジョーンズ - エレクトリック・ギター(#4, #5, #7)、アコースティック・ギター(#8)
- ティム・メイ - アコースティック・ギター(#6)
- ネイサン・ワッツ - ベース(#1)
- ジョー・チェメイ - ベース(#2, #6, #8)
- ネイザン・イースト - ベース(#4)
- ジョン・ロビンソン - ドラムス(#1, #5, #7)
- ンドゥグ・チャンクラー - ドラムス(#2, #4)
- ポール・レイム - ドラムス(#3, #6, #8)
- レニー・カストロ - パーカッション(#1)
- パウリーニョ・ダ・コスタ - パーカッション(#2, #5, #7)
- リック・シュロッサー - パーカッション(#5)
- リチャード・マークス - バックグラウンド・ボーカル(#1, #2, #7, #8)
- ハワード・ケニー - バックグラウンド・ボーカル(#1, #5, #7)
- デボラ・トーマス - バックグラウンド・ボーカル(#2, #3, #5, #7)
- ジミー・コナーズ - バックグラウンド・ボーカル(#3)
- ケニー・ロジャース - バックグラウンド・ボーカル(#4)
- キン・ヴァッシー - バックグラウンド・ボーカル(#4)
- テリー・ウィリアムズ - バックグラウンド・ボーカル(#4)
- ハリー・ブルーストーン - コンサートマスター(#2, #3, #4, #5, #6, #7, #8, #9)
- ジーン・ペイジ - アレンジ(#2, #6, #9)